# Freedesktop.org
freedesktop.org je projekt pro práci na interoperabilitě a sdílení základních technologiích pro volně dostupná grafická systémová prostředí založené na systémech X11 či Wayland v operačních systémech Linux. Byl založen Havocem Penningtonem z Red Hatu v březnu roku 2000. Servery projektu jsou hostovány státní univerzitou v Portlandu.
Rozšířená open-source grafická prostředí založené na systému X-Window, jako jsou například GNOME, KDE Plasma Desktop či Xfce, spolupracují s freedesktop.org. V roce 2006 byl projekt uvolněn jako Portland 1.0 obsahující xdg-utils, sadu rozšířených rozhraní pro grafická prostředí.
Ačkoliv je freedesktop.org "zóna pro spolupráci" na standardech a specifikacích a místo, kde je možné toto prodiskutovávat, není formální organizací zabývající se standardy.
Organizace byla dříve známá jako X Desktop Group (skupina grafických rozhraní X) a proto se označuje stále jako XDG.

## Hostované projekty
freedesktop.org poskytuje hosting pro mnoho relevantních projektů, jako jsou například:

### Grafické aplikace a zobrazovací systémy
Software spojený se zobrazováním v rámci grafického prostředí
- Cairo, grafická knihovna pro práci s vektorovou grafikou
- Direct Rendering Infrastructure (DRI), Linux API pro přístup ke grafickému hardware, používá jej X11, Wayland, Mesa 3D a další
- Glamor,[6] obecný grafický ovladač pro 2D zobrazení pro X server, podporuje API pro OpenGL/EGL/GBM API
- Mesa 3D, implementace OpenGL
- Pixman,[7] je nízkoúrovňová knihovna pro manipulaci s pixely, je využívána X.Org serverem a knihovnou Cairo
- Poppler, knihovna pro vykreslování souborů ve formátu PDF
- Video Acceleration API
- Wayland - protokol, který má nahradit X11
- X.Org Server: oficiální implementace X11 protokolu
- XCB, náhrada za Xlib
- Xephyr zobrazovací server

### Ostatní
- D-Bus, systémová sběrnice pro předávání zpráv
- Elektra, knihovna pro čtení a zapisování konfigurace
- fontconfig, knihovna pro práci s písmy
- fprint, knihovna pro obsluhu zařízení otisku prstu
- Geoclue, geoinformační služba[8]
- GStreamer, multimediální přehrávač fungující i mezi platformami
- HAL (Hardware Abstraction Layer) is a consistent cross-operating system layer; it has been deprecated and replaced by udev.
- kmscon, virtuální konzole pro nahrazení Linuxové konzole
- luit, a tool used by terminal emulators
- libinput, knihovna pro obsluhu vstupních zařízení[9]
- PulseAudio, zvukový server nahrazující server ALSA
- systemd, framework pro spouštění a správu systémových služeb
- pkg-config, pomocný program na generování příznaků (flagů) kompilátoru a linkeru pro vložený potřebných knihoven pro kompilaci aplikace